# Das Narrenschiff (Lied)
 Das Narrenschiff ist ein Lied des Liedermachers Reinhard Mey aus dem Jahr 1997, das 1998 auf dem Album Flaschenpost erschien. Die Kollegen Hannes Wader, Konstantin Wecker und Stefan Stoppok sangen jeweils einige Zeilen des Lieds und bildeten mit Mey einen Shanty-Chor.

## Bezug
Das Narrenschiff ist eine von Sebastian Brant 1494 veröffentlichte, spätmittelalterliche Moralsatire, in der Narren als gottverneinende, sündige Figuren dargestellt werden, die in jedem Kapitel jeweils ein typisches menschliches Laster zeigen. Auch das gleichnamige Bild von Hieronymus Bosch aus dem Jahr 1500 zeigt entsprechende dekadente, unmoralische Figuren. Das Bild eines Schiffes, das beladen mit Narren der Gesellschaft einen kritischen Spiegel vorhält, wurde seit dem Mittelalter immer wieder aufgegriffen.
Bereits 1986 erschien ein Lied mit gleichem Titel von Udo Jürgens mit gänzlich anderem Inhalt.

## Inhalt
Der Text von Reinhard Meys Lied nimmt eindeutig Bezug auf Politik und Gesellschaft. Die Schiffsführung und die Mannschaft lassen sich als Metapher für die Politik sehen, die weiteren Personen auf dem Schiff als eine für die Gesellschaft. Dieser Bezug wird insbesondere in der zweiten Strophe des Liedes deutlich. Es zeichnet das Bild eines Schiffes, auf dessen Kommandobrücke korrupte, selbstbezogene und lethargische Gestalten den Ton angeben, während sie das Schiff sehenden Auges bei schwerer See auf ein Riff und damit in den Untergang fahren lassen und keiner der auf den eigenen Vorteil bedachten Mannschaft bereit oder gewillt ist, etwas dagegen zu tun. Die Mannschaft wird als unfähig dargestellt, das Schiff auf Kurs zu bringen. Sie, aber auch die Personen an Bord allgemein, werden als Menschen dargestellt, die – einmal an der Macht oder mit Einfluss – von ihren früheren Idealen nichts mehr wissen wollen. Die schweren Bedingungen, denen das Schiff ausgesetzt ist, stehen für den durchweg negativ gezeichneten Zeitgeist, dem die übrigen Menschen auf dem Schiff und damit die Gesellschaft nichts entgegensetzen will.
Die Zustände auf dem Schiff beschreibt das Lied als dystopische Gesellschaft, in der sich Dealer, Betrüger und andere zwielichtige und skrupellose Gestalten keine Mühe geben müssen, sich und ihre Handlungen zu verstecken, und die lemminggleich der Führung des Schiffes in den Untergang folgt. Die Gesellschaft sieht weg, ist unbeweglich und will von den Umständen an Bord nichts wissen.
Das Lied bleibt insofern unkonkret, als nicht klar benannt wird, wer gemeint ist. Er wird daher auch immer wieder in verschiedenen politischen Kommentaren zitiert. Mey selber bezeichnete sein Lied „als Bericht zur Lage der Nation“, das „mit jeder Regierung aktueller“ würde. Entstanden ist es im letzten Jahr der Regierungszeit von Bundeskanzler Helmut Kohl. Kohls Nachfolger als Bundeskanzler, Gerhard Schröder, ging Mey später in seinem Lied Gernegroß ziemlich direkt an, allerdings ohne ihn namentlich zu erwähnen. Das Narrenschiff reiht sich ein in eine ganze Reihe von Meys Liedern, die Zeitgeist, Politik und gesellschaftliche Fehlentwicklungen kritisieren.

## Coverversionen
Eine Coverversion erschien auf dem Album Meilenstein von Harms & Kapelle.

## Trivia
In der SWR1 Hitparade (Baden-Württemberg) stieg Das Narrenschiff zwischen 2013 und 2024 kontinuierlich in der Platzierung auf, von Platz 217 im Jahr 2013 auf Platz 5 im Jahr 2024.
| Jahr | Platz |
| 2013 | 217   |
| 2014 | 189   |
| 2015 | 105   |
| 2016 | 94    |
| 2017 | 92    |
| 2018 | 65    |
| 2019 | 53    |
| 2020 | 14    |
| 2021 | 12    |
| 2022 | 8     |
| 2023 | 7     |
| 2024 | 5     |